# 新界區專線小巴41線
新界區專線小巴41線是由友文投資旗下的恆忠營辦的一條專線小巴線，來往龍門居至屯門市中心（屯發路）。

## 歷史
- 2003年6月8日：投入服務，最初由恆忠有限公司營辦，後來友文投資收購原有營辦商，但仍以恆忠名義運作，來往龍門居及置樂花園（仁愛街市）。[2]
- 2009年4月4日：每日09:00-16:30及20:00後往置樂花園（仁愛街市）方向之班次，會先繞經屯門市廣場及華都花園才返回總站。
- 2012年1月8日：調整票價，全程由$4.4調整至$4.8，另外所有往置樂花園（仁愛街市）方向之班次均繞經屯門市廣場及華都花園。[3]
- 2022年1月9日：正式更改總站為屯門市中心（屯發路），往龍門居方向繞經置樂花園（仁愛街市）。
- 不詳：根據龍門居站頭，由龍門居開出的尾班車提早至2100，由屯門市中心開出的尾班車則提早至2120。

## 服務時間及班次
- 龍門居開：06:00-21:00（10-20分鐘一班）
- 屯門市中心(吉之島)開：06:20-21:20（10-20分鐘一班）

## 收費
- 全程收費：$6.3

| - 此路線大小同價。 - 65歲或以上長者使用長者或個人八達通（包括「樂悠咭」），合資格殘疾人士使用「殘疾人士身份」個人八達通，以及60至64歲香港居民使用「樂悠咭」繳付車資，均可享有每程劃一$2.0的政府長者及合資格殘疾人士公共交通票價優惠計劃。 - 乘客可以現金或八達通卡於上車時付款，不設找贖。 - 每位成人乘客可免費攜帶最多兩名3歲以下而不佔座位的兒童乘客乘車，超額之3歲以下小童必須繳付車費乘車。 |

## 行車路線
- 往屯門市中心途經：龍門路、湖山路、海皇路、海榮路、恆富街、海榮路、青山公路－青山灣段、屯仁街及屯發路。

| 龍門居開 | 龍門居開                   | 龍門居開             |
| 序號     | 車站名稱                   | 位置                 |
| -------- | -------------------------- | -------------------- |
| 1        | 龍門居小巴總站             | 龍門居公共運輸交匯處 |
| 2        | 富健花園停車場             | 龍門路（D4路）       |
| 3        | 富健花園                   | 龍門路               |
| 4        | 新屯門中心                 | 龍門路               |
| 5        | 兆山苑                     | 湖山路               |
| 6        | 南浪海灣                   | 恆富街               |
| 7        | 青松侯寶垣中學             | 恆富街               |
| 8        | 新生命教育協會平安福音中學 | 恆富街               |
| 9        | 老鼠洲兒童遊樂場           | 海榮路               |
| 10       | 屯門兆麟政府綜合大樓       | 青山公路－青山灣段   |
| 11       | 青善遊樂場                 | 青山公路－青山灣段   |
| 12       | 置樂花園                   | 青山公路－青山灣段   |
| 13       | 仁愛分科診所               | 青山公路－青山灣段   |
| 14       | 屯門市廣場3期              | 屯仁街               |
| 15       | 屯門市中心                 | 屯發路               |

- 往龍門居途經：經屯發路、屯盛街、青山公路－青山灣段、青匯街、青山公路－青山灣段、青海圍、青山公路－青山灣段、海榮路、恆富街、海榮路、海皇路、湖山路及龍門路。

| 屯門市中心開 | 屯門市中心開     | 屯門市中心開         |
| 序號         | 車站名稱         | 位置                 |
| ------------ | ---------------- | -------------------- |
| 1            | 屯門市中心       | 屯發路               |
| 2            | 置樂花園小巴總站 | 青匯街               |
| 3            | 廠商會蔡章閣中學 | 青海圍               |
| 4            | 恒豐園           | 青山公路－青山灣段   |
| 5            | 恒福花園         | 海榮路               |
| 6            | 嘉悅半島         | 恆富街               |
| 7            | 南浪海灣         | 恆富街               |
| 8            | 兆山苑           | 湖山路               |
| 9            | 新屯門中心       | 龍門路               |
| 10           | 龍門居小巴總站   | 龍門居公共運輸交匯處 |

## 用車
此路線使用3輛豐田Coaster小巴行走，如遇用車故障，可能會從同組別的40、46及140M線車輛支援。
| 41線用車列表 | 41線用車列表 | 41線用車列表                                                                                 |
| ------------ | ------------ | -------------------------------------------------------------------------------------------- |
| 車牌         | 車種代號     | 備註                                                                                         |
| NS2136       | 2008年6LS    | 原屬紅色小巴 亦為40線前用車                                                                  |
| PE8829       | 2010年6LS    | 原屬140M線用車 亦為紅色小巴 車門使用EZ3790（2004年5LS）組件 曾與GP7940（2005年5LS2）交換位置 |
| WN6772       | 2005年5LS2   | 原車牌為GK8617 原屬77／77A／77B線用車                                                        |

## 使用狀況
本路線主要方便往來置樂花園仁愛街市購物的龍門居、南浪海灣居民，沿線亦有不少學校，故學生乘客在本線中佔有一定比例。

## 第1代新界41線
第1代新界41號線於1995年11月8日投入服務，往來屯門碼頭至香港黃金海岸，1998年停辦。

## 外部連結
- 新界41號小巴線 搭車 EASY （页面存档备份，存于）